# Anguliphantes dybowskii
Anguliphantes dybowskii är en spindelart som först beskrevs av O. Pickard-Cambridge 1873.  Anguliphantes dybowskii ingår i släktet Anguliphantes och familjen täckvävarspindlar. Inga underarter finns listade i Catalogue of Life.